# Vigethia
Vigethia es un género monotípico de plantas con flores  de la familia Asteraceae. Su única especie, Vigethia mexicana, es originaria de México.

## Taxonomía
Vigethia mexicana fue descrita por (S.Watson) W.A.Weber y publicado en Madroño 7: 98. 1943.
Sinonimia
- Wyethia mexicana S.Watson basónimo[3]